# Colorno
Colorno är en ort och kommun i provinsen Parma i regionen Emilia-Romagna i Italien. Kommunen hade 9 104 invånare (2018).